# Nadegata Instant Party
Nadegata Instant Party（ナデガタインスタントパーティ）は、日本のアーティストユニット。美術家の中崎透、山城大督とアートマネージャーの野田智子の3名で構成される。正式名称は「Nadegata Instant Party(中崎透+山城大督+野田智子)」。2006年12月に結成された。各地で様々な人々にコミットし、参加者を巻き込みながらイベントやインスタレーションを展開。その場所・状況に最適な口実を創り上げ、それを実現していく中で口実が現実に変わっていくプロセスをストーリー化している。

## メンバー
- 中崎透（1976年 - ）茨城県出身。美術家。

- 山城大督（1983年 - ）大阪府出身。美術家、映像ディレクター

- 野田智子（1983年 - ）岐阜県出身。アートマネジャー

## 作品

### 代表作
代表作に「24 OUR TELEVISION」（2010年、青森公立大学国際芸術センター青森）、「Yellow Cake Street」（2011年、Perth Institute of Contemporary Arts （PICA））、「STUDIO TUBE」（2013年、あいちトリエンナーレ2013）があげられる。

#### STUDIO TUBE
電力開閉所跡地を使い、かつて中部地方の映画産業を支えた特撮映画スタジオ「STUDIO　TUBE」が長者町に作られる。役目を終え閉鎖されるにあたり、最後のオープンスタジオを観客が楽しむという「口実」だった。このスタジオで制作されたという8つの代表作のダイジェスト版と小道具が建物の回廊等に配置され、観客は周囲を巡る。終盤、建物の中に入るにつれ、「口実」と「現実」が交錯していき、最後に紹介された最終作では、周囲に張り巡らされた木製レーンを、カメラを装着したリモコンカーが走り、閉館を惜しむ人たちが手を振っていた。

### 一覧
| 発表年 | 発表月 | タイトル                                                        | 展示地 |
| ------ | ------ | --------------------------------------------------------------- | --- |
| 2007年 | 03月   | 「インストールパーティ」                                        | とたんギャラリー（東京都） |
| 2007年 | 04月   | 「ブギウギ インストール デート」                                | 旧中工場アートプロジェクト「わたしの庭とみんなの庭」展 広島市吉島公民館ほか（広島県）                                                                                                  |
| 2008年 | 02月   | 「Parallel School／パラレルスクール」                           | アーカススタジオ（茨城県） |
| 2008年 | 05月   | 「Parallel School／パラレルスクール」                           | ドキュメント展 The House展 --現代アートの住み心地--「Multi-Faced Mirror 多面ミラー」--70年代生まれのアーティストによる グローバル下における葛藤と幸福 日本ホームズ住宅展示場（東京都） |
| 2008年 | 09月   | 「Offline Instant Dance」                                       | Akasaka Art Flowe08 旧赤坂小学校（東京都） |
| 2009年 | 08月   | 「Riversible Cdjlection」                                       | 「現代美術も楽勝よ。」水戸芸術館現代美術センター（茨城県） |
| 2010年 | 03月   | 「Closing Museum, Opening Party」                               | 練馬区立美術館（東京都） |
| 2010年 | 04月   | 「Closing Museum, Opening Party」                               | ドキュメント展 荻窪ベルベットサン（東京都） |
| 2010年 | 06月   | 「24 OUR TELEVISION」                                           | アーティスト・イン・レジデンス2010「反応連鎖」 青森公立大学 国際芸術センター青森（青森県）                                                                                             |
| 2010年 | 07月   | 「Let's reserch for tomorrow」                                  | （通年プロジェクト）アーティスト・イン・児童館（東京都） |
| 2010年 | 09月   | 「OFF COURSE HILLS」                                            | 六甲ミーツ・アート 芸術散歩2010（兵庫県） |
| 2010年 | 12月   | 「Instant Scramble Gypsy」                                      | 月見の里学遊館（静岡県） |
| 2011年 | 10月   | 「Yellow Cake Street」                                          | 「Alternating Currents -Japanese Art After March 2011」Perth Institute of Contemporary Arts (PICA)（オーストラリア）                                                                   |
| 2012年 | 03月   | 「全児童自動館」                                                | アーティスト・イン・児童館 中村児童館（東京都） |
| 2012年 | 07月   | 「ONE CUP STORY」                                               | 「開港都市にいがた 水と土の芸術祭2012」 旧礎保育園（新潟県） |
| 2012年 | 09月   | 「PUBLIC SPACE」                                                | 「街じゅうアートin北九州2012 ART FOR SHARE」（福岡県） |
| 2012年 | 10月   | 「カントリー・ロード・ショー／COUNTRY ROAD SHOW」               | 「MOTアニュアル2012 Making Situations, Editing Landscapes 風が吹けば桶屋が儲かる」東京都現代美術館（東京都）                                                                           |
| 2012年 | 11月   | 「The Wall Street Diary」                                       | 札幌大通地下ギャラリー500m美術館（北海道） |
| 2013年 | 02月   | 「Extra Curtain Call」                                          | 「TPAM 国際舞台芸術ミーティング in 横浜 2013」神奈川芸術劇場（神奈川県） |
| 2013年 | 08月   | 「STUDIO TUBE」                                                 | あいちトリエンナーレ2013（愛知県） |
| 2013年 | 09月   | 「CHAIN REACTION TOUR」                                         | アイホール（兵庫県） |
| 2014年 | 06月   | 「エレファント・シャッター・チャンス／ELEPHANT SHUTTER CHANCE」 | 象の鼻テラス（神奈川県） |
| 2014年 | 09月   | 「PHOTO SPOT PARTY」                                            | 六甲ミーツ・アート 芸術散歩2014（兵庫県） |
| 2015年 | 09月   | 「ルーフトップ・メリーゴーランド」                              | 大分トイレンナーレ2015（大分県） |

## サポーター等
プロジェクト終了後も、作品制作をきっかけに巻き込まれた参加者が、袋井市のどまんなかセンター、新潟市の礎窯サポーターズ、名古屋市のムービーの輪など全国各地でアート・コミュニティを作り活動を継続している。

## まちづくりとの関係性
まちづくりとの距離感についてメンバーの中崎は次のように語っている。
まちづくり自体は、僕はあまり興味ない。ナデガタ自体も3人とも興味はなくて、ただいい作品を作るのに興味があって、そこにいろんな人が入ってくる。それがいい作品になることがすごく面白い。（中略）まちづくりという言葉はあまり好きではないけど、僕らが作っている作品はそっち側の受けがよくて、まちづくりの人たちと共犯関係になる。美術的な批評のいい作品を作りつつ、まちづくりという方面からの批評としても機能するのは散々やっているから自覚的であるし、それが中心をぶらさないで関われるんだったら全然積極的にその人たちと協働していくつもりで、まちづくりを捉えている。
この点、吉田隆之大阪市立大学准教授は、コミュニティ形成やまちづくりの文脈で、「STUDIO TUBE」をとりあげている。メンバーの山城大督らが「我々の了解をとらずに、やりたことをやってください」と作品制作のプロセスや結果をも参加者にゆだね、自発性にコミットしたことで、プロジェクト終了後も参加者が活動を継続し、ソーシャルキャピタルの形成等に一定の寄与をしたとする。